# Анні Жирардо
Анні Жирардо (фр. Annie Suzanne Girardot; 25 жовтня 1931, Париж — 28 лютого 2011, Париж) — французька акторка театру та кіно, співачка, автобіографка. Лауреатка трьох премій «Сезар», премій Каннського та Венеційського фестивалів. Формально не вступаючи в феміністський рух, часто грала феміністок.

## Біографія
Їй не було 9 років, коли почалася німецька окупація, і мати відіслала її до бабусі у Бретань. У дитинстві Анні мала намір стати хірургинею і після закінчення коледжу навіть вступила до школи медсестер. Однак мрія про сцену привела її в Паризьку консерваторію драматичних мистецтв, куди вона вступила в 1952 році. Тут їй довіряли як драматичні, так і комічні ролі, однак навчальна сцена — не єдиний майданчик, на якому пробувала себе Жирардо. Вона працювала статисткою в «Комеді Франсез», а також співала в кабаре на Монмартрі.
Після закінчення навчання з 1954 по 1957 роки Анні Жирардо грала на сцені «Комеді Франсез». У кіно дебютувала в 1955 році у фільмі режисера Юнебеля «Тринадцять за столом» (1955). Через рік після дебюту удостоїлася премії Сюзанни Б'янкетті як найкраща молода акторка.
У 1950-х роках виконала близько дюжини ролей у комерційних стрічках різного жанру («Людина з золотим ключем», «Мегре розставляє тенета», «Пустеля Пігаль» та інші). Перелом у творчій долі акторки стався після зустрічі з італійським режисером Лукіно Вісконті, який в 1959 році запропонував їй головну жіночу роль у театральній виставі «Двоє на гойдалці» за п'єсою Гібсона. Справжня ж слава прийшла до Жирардо з роллю повії Наді в епохальній картині режисера «Рокко та його брати». Її партнерами по фільму виступили Ален Делон і Ренато Сальваторі, з яким вона одружилася. За іронією, у фільмі саме персонаж Сальваторі завдає її героїні 13 ударів ножем.
Пізніше Анні Жирардо знімалася в безлічі фільмів, серед яких «Жити, щоб жити», «Діллінджер мертвий», «Ніжний поліцейський», «Говоріть, мені цікаво», «Чорна мантія для вбивці», «Життя триває», «Крик в ночі». Акторка з гіркотою згадує, як майже всі помітні ролі, на які вона пробувалася в 1960-ті, відходили Жанні Моро. На життя вона заробляла, граючи комедійні ролі у виставах, які йшли в різних паризьких театрах. Успіх у кіно прийшов з віком, і в 1970-х вона стала найбільш затребуваною кіноакторкою Франції. Її візитною карткою став фільм «Померти від кохання» (1970), котрий оповідав про трагічний зв'язок вчительки середніх років з учнем-підлітком. У 1970-х Анні Жирардо неодноразово з'являється в психологічних драмах Андре Каята «Померти від кохання», «У кожного своє пекло», «Любов під питанням». З цього часу вона поступово змінює своє амплуа, переходячи від складних психологічних образів до характерних комедійних персонажок. Це фільми «Стара діва», «Останній поцілунок», «Знайомство за шлюбним оголошенням», «Доктор Франсуаза Гайя» та інші. Вона багато знімалася в комедіях — таких, як «Свара» (1978) з Луї де Фюнесом. Формально не вступаючи в феміністський рух, часто грала феміністок.
У 1980-ті роки Жирардо переживала творчу кризу. Вона розійшлася з чоловіком, посилилися її проблеми з алкоголем, через афери одного зі своїх коханців вона втратила практично всі заощадження. Однак вона знайшла сили повернутися на великий екран.
У 1988—1989 роках знялася у низці картин: «Ув'язнені», «Легендарне життя Ернеста Гемінгвея», «П'ять днів у липні», «Комедія кохання» та інших. Тоді ж вона знялася у стрічці російського режисера Валерія Ахадова «Руф».
На початку 1990-х Анні Жирардо практично зникла з екрану. За останні роки в кіно можна виділити роботу у австрійця Міхаеля Ганеке — роль старої у фільмі «Піаністка», що принесла їй премію «Сезар» як найкращій акторці другого плану.
Серед останніх її робіт — мадемуазель Медельбаум в комедії Олівера Накаша «Просто друзі», Марія в серіалі Валерія Ахадова «Вільна жінка».
Анні Жирардо була одружена з актором Ренато Сальваторі, у неї є дочка Джулія Сальваторі.
Видала дві автобіографічні книги.
Останні роки Анні Жирардо проживала в пустельному селищі Лізі-сюр-Урк за 50 кілометрів від Парижа під повною опікою дочки, прикута до інвалідного візка. У 2006 році, щоб припинити багаторічні чутки про алкоголізм Жирардо, її дочка змушена була зробити офіційну заяву про те, що у її матері хвороба Альцгеймера. Анні Жирардо померла 28 лютого 2011 року в Парижі на 80-му році життя.

## Нагороди
- 1956: Премія Сюзанни Б'янкетті (Prix Suzanne Bianchetti) в номінації найкраща молода акторка у фільмі L'homme aux clés d'or
- 1961: премія Каннського фестивалю
- 1962: іспанська премія Sant Jordi
- 1965: премія Кубок Вольпі Венеційського кінофестивалю
- 1972: нагорода UNICRIT МКФ в Західному Берліні
- 1977: Премії «Давид Донателло» (Італія)
- 1977: «Сезар» за роль у фільмі Dr. med. Françoise Gailland
- 1987: Премії «7 d'Or» ()
- 1996: «Сезар» за роль літньої селянки в екранізації роману «Знедолені» (реж. Клод Лелюш)
- 2001: «Сезар» за роль у фільмі «Піаністка»
- 2002: «Премія Мольєра» за головну роль у виставі Madame Marguerite
- 2005: премія на МКФ в Трансільванії (Румунія)

## Фільмографія
- 1955 — Тринадцять за столом / Treize a table
- 1956 — Відтворення заборонено / Reproduction interdite
- 1956 — Людина з золотим ключем / L'homme aux clefs d'or
- 1957 — Любов — гра, або Моя дружина, моя дитина і я / L'amour est en jeu ou ma femme mon gosse et moi
- 1957 — Включено червоне світло / Le Rouge Est Mis
- 1957 — Пустеля Пігаль / Le desert de pigalle
- 1957 — Мегре розставляє тенета / Maigret tend un piege
- 1959 — Тугий повідець / La corde raide
- 1959 — Прохання про помилування / Recours en grace
- 1960 — Француженка і любов / La Française et l'amour
- 1960 — Видобуток тіні / La proie pour l'ombre
- 1960 — Рокко та його брати / Rocco EI Suoi Fratelli — Надя
- 1961 — Знамениті любовні історії / (Amours célèbres) — панна Дюшеснуа
- 1961 — Побачення / Le Rendez-vous
- 1962 — Човен Еміля / Le Bateau d'Émile
- 1964 — Месьє складе вам компанію / Un monsieur de compagne
- 1965 — Таємна війна / Брудна гра / Guerre secrète
- 1967 — Журналіст — Анні Жирардо (камео)
- 1967 — Жити, щоб жити / Vivre pour vivre
- 1969 — Діллінджер мертвий / Dillinger E Morto — Мейд
- 1969 — Чоловік, який мені подобається / Un homme qui me plaît
- 1970 — Послушниці / Les Novices
- 1970 — Вона не п'є, вона не курить, вона не приймає наркотики, але вона каже / Elle boit pas, elle fume pas, elle drague pas, *mais … elle cause!
- 1972 — Вогні Стрітення / Les feux de la Chandeleur — Марі-Луїза Борсальт
- 1972 — Лікування шоком / Traitement De Choc — Хелен
- 1972 — Вона більше не говорить… вона стріляє / Elle cause plus … elle flingue
- 1972 — Стара діва / La vielle fille
- 1973 — Жульєтта і Жульєтта
- 1974 — Ляпас
- 1975 — Жити треба з ризиком / Il faut vivre dangereusement
- 1975 — Циган
- 1975 — Над Сантьяго йде дощ
- 1975 — Ляпас
- 1975 — Доктор Франсуаза Гайя / Docteur Francoise Gailland
- 1976 — Любов і свіжа вода / D'amour et d'eau fraîche
- 1976 — Знайомство за шлюбним оголошенням / Cours après moi que je t'attrape
- 1977 — Кожному своє пекло / À chacun son enfer
- 1978 — Свара
- 1978 — Ніжний поліцейський
- 1978 — Любов під питанням
- 1979 — Вкрали стегно Юпітера
- 1979 — Говоріть, мені цікаво / Cause toujours … tu m'intéresses!
- 1979 —Затор — неймовірна історія / L'ingorgo — Una storia impossibile
- 1980 — Серце навиворіт
- 1981 — Всю ніч безперервно / All Night Long
- 1985 — Піти, повернутися
- 1989 — Руф
- 1990 — Бувають дні … Бувають ночі / Il ya des jours … et des lunes
- 1992 — Крик в ночі
- 1995 — Знедолені / Les Misérables — мадам Тенардьє
- 1997 — Готель «Шанхай»
- 2001 — Піаністка / La Pianiste — мати (премія МКФ у Каннах)
- 2001 — Це моє тіло / Ceci est mon corps
- 2005 — Приховане / Caché — мама Жоржа
- 2007 — Boxes (Les Boîtes)